# Parapholidoptera bolkarensis
Parapholidoptera bolkarensis is een rechtvleugelig insect uit de familie sabelsprinkhanen (Tettigoniidae). De wetenschappelijke naam van deze soort is voor het eerst geldig gepubliceerd in 2000 door Çiplak.